# Cyphocharax abramoides
Cyphocharax abramoides är en fiskart som först beskrevs av Kner, 1858.  Cyphocharax abramoides ingår i släktet Cyphocharax och familjen Curimatidae. Inga underarter finns listade i Catalogue of Life.